# 三里河路
三里河路是位于中国北京市西城区西部的一条道路。

## 简介

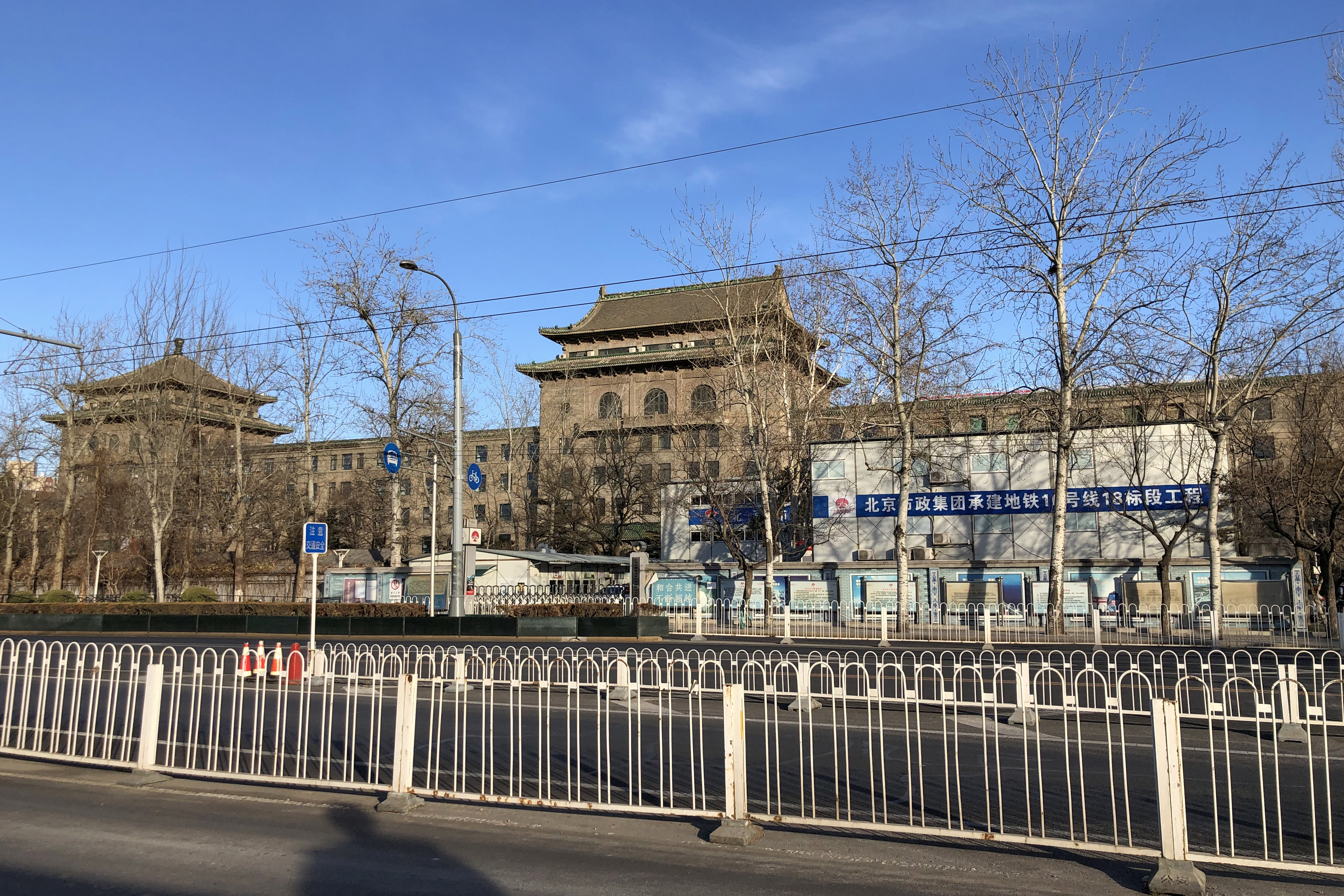
位于三里河东辅路的北京“四部一会”办公楼，门牌号自北向南分别为三里河路44号、46号、50号，其南侧的中国科学院机关办公楼则为三里河路52号

三里河路北起西直门外大街，南到复兴门外大街，1949年成路，1957年拓宽并增建非机动车道。因三里河而得名。侯仁之所著《步芳集》载：金世宗大定十一年（1171年），从金口（位于石景山西北麻峪）开渠，引永定河水，经车箱渠故道，称“金口河”（遗迹至今仍可见，讹称为“金沟河”，玉泉路至西翠路间亦有金沟河路），其下游经今朱各庄附近折向东南，引入当时的金中都北护城河（今西便门外三里河故道便是其遗址的一段），径直向东，经通州城北，注入白河（该段即今通惠河最初的前身）。此河道虽开成，但并未取得预期效果，原因是“泥淖淤塞，积滓成浅，不能胜舟”。
三里河，即金口河的故道。三里河名字中的“三里”，并非指距明清北京城垣三里，而是指距金中都城垣三里。金中都的北垣在今西便门附近。
过去三里河路以东为沙沟，旧时为南沙沟村。再向东为三里河村，旧时有小河自西北向东南流，1950年代建设三里河居民区后淤塞。有说法称，这条小河就是三里河。
从中国科学院西南侧开始，三里河路顺着西侧的永定河引水渠稍微向西弯曲，随后又改向北。从此弯曲处直接向北，有三里河东辅路，一直通至月坛南街。三里河东辅路西侧为绿地，东侧的测绘出版社、中国机械工程学会、中国科学院等单位的门牌号仍然属于三里河路。
三里河路西侧、钓鱼台国宾馆东墙外有大片的银杏林，每到秋季这里是北京市民欣赏银杏的胜地。
三里河路地下有北京地铁16号线并行，自北向南分别设二里沟站、甘家口站、玉渊潭东门站、木樨地站，以上各站截至2023年3月18日均已开通。

## 沿线建筑物
| 三里河路西侧        | 三里河路西侧                                           | 三里河路西侧     | ↑ 北 三 里 河 路 南 ↓ | 三里河路东侧 | 三里河路东侧                          | 三里河路东侧           |
| 门牌号              | 建筑物、场所或单位                                     | 图片             | ↑ 北 三 里 河 路 南 ↓ | 图片         | 建筑物、场所或单位                    | 门牌号                 |
| ------------------- | ------------------------------------------------------ | ---------------- | --------------------- | ------------ | ------------------------------------- | ---------------------- |
| 1号                 | 西苑饭店                                               |                  | ↑ 北 三 里 河 路 南 ↓ |              | 中国古动物馆                          | （西直门外大街 142号） |
| （新苑街 1号）      | 新苑街1号院                                            |                  | ↑ 北 三 里 河 路 南 ↓ |              | 三里河路4号院小区                     | 4号                    |
| 5号                 | 五矿发展大厦 （进口大楼）                              |                  | ↑ 北 三 里 河 路 南 ↓ |              | 二里沟街心花园 （优秀售票员王桂荣像） | 不適用                 |
| 7号                 | 北京新疆大厦 （新疆维吾尔自治区人民政府 驻北京办事处） |                  | ↑ 北 三 里 河 路 南 ↓ |              | 朝阳庵社区                            | 不適用                 |
| 9号                 | 住房和城乡建设部                                       |                  | ↑ 北 三 里 河 路 南 ↓ |              | 百万庄北里                            | （车公庄大街 20号）    |
| 11号                | 国资委建材机关服务局 中国建筑材料联合会                |                  | ↑ 北 三 里 河 路 南 ↓ |              | 百万庄北里                            | （车公庄大街 20号）    |
| 13号                | 中国建筑文化中心 （中国建筑学会）                      |                  | ↑ 北 三 里 河 路 南 ↓ |              | 百万庄北里                            | （车公庄大街 20号）    |
| 15号                | 中建大厦 （位于增光路）                                |                  | ↑ 北 三 里 河 路 南 ↓ |              | 瑞嘉宾馆                              | （百万庄大街 41号）    |
| 17号                | 甘家口百货                                             |                  | ↑ 北 三 里 河 路 南 ↓ |              | 百万庄南里                            | 不適用                 |
| 37号                | 北方朗悦酒店 （位于甘家口北街）                        |                  | ↑ 北 三 里 河 路 南 ↓ |              | 北京市西城职业学校 （甘家口校区）     | 38号                   |
| 39号                | 迈行大厦                                               |                  | ↑ 北 三 里 河 路 南 ↓ |              | 北京市西城区展览路少年宫              | 甲38号                 |
| （阜成路 北1号）    | 甘东社区 地铁甘家口站A口                               |                  | ↑ 北 三 里 河 路 南 ↓ |              | 阜成门外大街281号院 地铁甘家口站B口   | 不適用                 |
| （阜成路 2号）      | 钓鱼台国宾馆 （银杏大道）                              |                  | ↑ 北 三 里 河 路 南 ↓ |              | 街心花园                              | 不適用                 |
| 49号                | 钓鱼台大酒店                                           |                  | ↑ 北 三 里 河 路 南 ↓ |              | 中国兵器工业集团                      | 44号 （东辅路）        |
| （西三环中路 10号） | 玉渊潭公园东门                                         |                  | ↑ 北 三 里 河 路 南 ↓ |              | 国家能源局 （原第一机械工业部大楼）   | 46号 （东辅路）        |
| 不適用              | 地铁玉渊潭东门站                                       |                  | ↑ 北 三 里 河 路 南 ↓ |              | 测绘出版社                            | 50号 （东辅路）        |
| （玉渊潭南路 1号）  | 水科院大厦 （永引渠西岸）                              |                  | ↑ 北 三 里 河 路 南 ↓ |              | 中国科学院 （原国家科委大楼）         | 52号 （东辅路）        |
|                     | 永定河引水渠                                           |                  | ↑ 北 三 里 河 路 南 ↓ |              | 中国科学技术交流中心                  | 甲54号                 |
|                     | 永定河引水渠                                           | 中国地震台网中心 | ↑ 北 三 里 河 路 南 ↓ | 56号         |                                       |                        |
|                     | 永定河引水渠                                           | 北京三里明月酒店 | ↑ 北 三 里 河 路 南 ↓ | 甲56号       |                                       |                        |
| （复兴路 3号）      | 中国科技会堂 （永引渠西岸）                            |                  | ↑ 北 三 里 河 路 南 ↓ |              | 国家信息中心                          | 58号                   |